# 28年毀滅倒數
《28年毁灭倒数》（英語：28 Years Later）是由丹尼·博伊尔执导并监制、亚历克斯·加兰编剧的2025年末日题材恐怖片。作为《惊变28天》系列第三部作品（前两部分别为2002年的《惊变28天》与2007年的《惊变28周》），该片由朱迪·科默、亚伦·泰勒-约翰逊、首次担纲电影主演的阿尔菲·威廉姆斯及拉尔夫·费因斯联袂出演。博伊尔、加兰与摄影指导安东尼·多德·曼特尔悉数回归参与本片创作——三人均曾参与系列首部制作，而首部曲主演基里安·墨菲此次则担任执行制片人。影片采用背靠背拍摄模式完成，其续作《28年后：骨庙》定档2026年1月上映。
《28年毁灭倒数》于2025年6月20日由哥伦比亚影业通过索尼影视发行公司在英国和美国上映。影片获得评论界积极评价，全球票房收入达1.3億美元。

## 剧情
2002年，当狂暴病毒首次爆发时， 一个名叫吉米的男孩在被感染的家人袭击后，从苏格兰高地的家中逃出。他躲进附近教堂，发现担任当地牧师的父亲正在祷告。这位牧师将疫情视为末日审判的征兆，坚信这是世界终结的开端。他将一枚十字架项链交给吉米，催促孩子尽快逃离，随后任由自己被感染者吞噬——此举最终让吉米得以脱险。
在第二次疫情爆发的28年后， 狂暴病毒已在欧洲大陆被彻底根除，而不列颠群岛仍处于无限期隔离状态。一群与世隔绝的幸存者生活在林迪斯法恩岛上的村庄里，该岛通过一条重兵把守的潮汐通道与大陆相连。居民中包括拾荒者杰米、他身患不明疾病的妻子伊斯拉，以及他们12岁的儿子斯派克。
作为成年仪式的一部分，杰米带着斯派克前往大陆狩猎。他们遭遇了一群由阿尔法率领的感染者——这种变异体更强壮也更聪明。父子俩躲进废弃农舍时，发现远处燃着篝火。回到林迪斯法恩后，斯派克得知点火者是伊恩·凯尔森博士——这位离群索居的幸存者令村民闻风丧胆。传言称有人目睹他以某种仪式性的方式焚烧尸体。当斯派克撞见父亲与别的女人偷情后，他对父亲彻底失望，于是偷偷带着母亲重返大陆，希望凯尔森能提供治疗。
与此同时，瑞典北约士兵埃里克·松德奎斯特所在巡逻艇沉没后，他与小队被迫登陆。整支队伍很快被感染者击溃，埃里克成为唯一幸存者。他遇到斯派克母子，从另一群感染者手中救下他们，并加入寻找凯尔森的行列。三人目睹一名怀孕的感染者产妇诞下未受感染的婴儿。埃里克杀死产妇后正欲处决婴儿时，一只阿尔法突然介入并斩下他的头颅。这只阿尔法疯狂追逐斯派克母子，直到凯尔森现身用掺有吗啡的吹箭将其制服。他将斯派克、伊斯拉和婴儿带回自己的圣所——一座用消毒过的人骨搭建的庙宇，他称之为自己的「死亡象征」。凯尔森清洗了埃里克的头骨，将其添置到庙宇之中。
凯尔森诊断后确认伊斯拉罹患晚期癌症。应她请求，他用吗啡吹针实施了安乐死。当凯尔森将清洗好的头骨交给斯派克时，少年攀上庙宇顶端将其安放作为纪念。再次遭遇阿尔法后，斯派克与凯尔森成功脱险，凯尔森劝少年回家。独自返回林迪斯法恩的斯派克将婴儿留在村口，并为她取名伊斯拉。他留给杰米一封信说明婴儿来历，并写明待时机成熟自会归来。发现儿子独自前往大陆后，杰米试图追赶却被涨潮阻隔。
二十八天后，斯派克在大陆躲避感染者群时，被一伙以首领"吉米爵士"为标杆的帮派所救——此人佩戴的十字架正是疫情爆发初期斯派克父亲赠予他的信物。

## 主演阵容
- 阿尔菲·威廉姆斯 饰 斯派克，杰米与伊斯拉12岁的儿子
- 朱迪·科默 饰 伊斯拉，杰米身患怪病的妻子
- 亚伦·泰勒-约翰逊 饰 杰米，拾荒者，伊斯拉的丈夫
- 拉尔夫·费因斯 饰 伊恩·凯尔森博士，疫情幸存的前医生
- 埃德温·吕丁 饰 埃里克·松德奎斯特，瑞典北约士兵
- 奇·刘易斯-帕里 饰 "参孙"，感染者中体型魁梧的阿尔法首领[5]
- 克里斯托弗·富尔福德 饰 山姆，杰米好友，岛上居民
- 艾米·卡梅隆 饰 罗茜，杰米的情人，岛上居民
- 斯特拉·戈内 饰 珍妮，岛民领导委员会成员
- 杰克·奥康奈尔 饰 吉米·克里斯特尔爵士，"吉米帮"邪教领袖，初代疫情幸存者  
  - 罗科·海恩斯 饰 少年吉米
- 艾琳·凯利曼 饰 吉米·墨水
- 艾玛·莱尔德 饰 吉米玛
- 莫拉·伯德 饰 吉米·琼斯
- 山姆·洛克 饰 吉米·福克斯
- 罗伯特·罗斯 饰 吉米·吉米
- 康纳·尼尔 饰 吉米·屎
- 加齐·阿尔·鲁法伊 饰 吉米·蛇
- 桑迪·巴彻勒 饰 吉米之父
- 克里斯·格雷戈里 饰 "狂战士"，感染者中迅猛残暴的阿尔法首领
- 塞莉·克罗斯兰 饰 怀孕的感染者

## 制作背景

### 项目筹备
2007年6月，福克斯原子能影业确认将开发第三部《28天》系列电影，该项目能否推进取决于《28周毁灭倒数》家庭娱乐版发行后的市场表现。 同年7月，丹尼·博伊尔透露第三部续作的剧情框架已构思完成。 截至2010年10月，亚历克斯·加兰表示由于电影版权问题存在分歧，该项目已陷入停滞。 2011年1月，博伊尔表示他相信该项目终将实现，并确认故事框架已有进一步突破性发展。 然而截至2013年4月，这位导演坦言对电影能否投拍已失去把握。 2015年1月，加兰谈及项目进展时承认虽陷入开发地狱，但幕后正进行严肃讨论以推动制作。他重申开发仍在推进，并透露正在创作的剧本暂定名为《28个月毁灭倒数》。 2019年6月，博伊尔证实他与加兰已着手筹备第三部续作。 2020年3月，伊莫琴·普茨表示有意回归出演《28周毁灭倒数》中的角色； 2021年5月，基里安·墨菲也表达了类似意向。
2022年11月，博伊尔、加兰与演员墨菲均公开表示有意推动《28天》续集的制作。 2023年6月，博伊尔与加兰联合声明将"严肃认真"地推动项目进入制作阶段，同时宣布剧本正式定名为《28年毁灭倒数》——这个命名既体现了故事时间跨度，也暗喻项目历经多年筹备。博伊尔表示除非加兰有意执导，否则自己愿亲自掌镜。 同年7月，墨菲透露近期与博伊尔探讨过第三部电影的可能性，并再次表示若博伊尔与加兰以创作者身份回归该系列，他有意重新出演自己的角色。
2024年1月，官方宣布定名为《28年毁灭倒数》的第三部电影正式启动开发，并计划以此开启全新的续集三部曲。丹尼·博伊尔将执导首部作品，剧本由亚历克斯·加兰操刀；加兰还将为后续两部续集撰写剧本。博伊尔、加兰、安德鲁·麦克唐纳与彼得·赖斯将共同担任制片人。 同年2月，墨菲再度谈及可能参与该项目；当月麦克唐纳从探照灯影业回购首部电影版权后，旋即将其与续集版权打包售予索尼影业用于未来发行。 2024年3月，加兰确认正在创作续集三部曲的剧本。 次月，加兰透露英国电影《小孩与鹰》对其创作《28年毁灭倒数》产生重要影响。 当月晚些时候，墨菲被披露将担任该片执行制片人。
该片由哥伦比亚影业与DNA影业联合制作，并获TSG娱乐资金支持。 

### 选角
2024年4月，亚伦·泰勒-约翰逊、朱迪·科默与拉尔夫·费因斯确认加盟主演， 杰克·奥康奈尔于同年5月宣布加盟演员阵容。 早期报道称基里安·墨菲将回归出演吉姆一角， 但2025年1月制片人安德鲁·麦克唐纳证实其不会参演，仅保留执行制片人身份。 2024年6月，艾琳·凯利曼加入演员阵容。

### 拍摄制作
主体拍摄于2024年5月7日在诺森伯兰郡启动， 由安东尼·多德·曼特尔担任摄影指导。 影片于7月29日杀青。
影片主要采用iPhone 15 Pro Max进行拍摄， 同时结合了运动相机、无人机及其他数字与胶片摄影设备。 采用小型数码设备的做法呼应了当年用佳能XL-1数码摄像机拍摄原版《28天毁灭倒数》的情形——这种轻便设备使剧组能在官方许可的时限内灵活捕捉荒废场景。
影片主要在英格兰北部取景，涵盖英格兰东北部与约克郡-亨伯地区。具体拍摄地包括：诺森伯兰海岸外的圣岛（林迪斯法恩）、赫克瑟姆、贝灵厄姆、基尔德森林、罗斯伯里（诺森伯兰郡）、纽卡斯尔安德莱姆（泰恩-威尔郡）、沃斯克利（达勒姆郡）、梅尔森比、里彭、喷泉修道院、艾斯加斯瀑布、雷德迈尔（北约克郡）以及布拉德福德（西约克郡）。 部分场景拍摄于兰利与巴登米尔（诺森伯兰郡）附近的普兰基米尔农场。 此外，英格兰西南部萨默塞特郡的切达峡谷也进行了部分取景拍摄。

### 音乐
2025年5月，Young Fathers乐队确认接替原作曲约翰·墨菲，为本片创作配乐。 电影原声带于2025年6月20日由米兰唱片公司正式发行。

#### 电影原声带
| Track listing | Track listing   | Track listing |
| 曲序          | 曲目            | 时长          |
| ------------- | --------------- | ------------- |
| 1.            | Promised Land   | 3:13          |
| 2.            | Lowly           | 3:36          |
| 3.            | Boots           | 3:10          |
| 4.            | Slow Low I      | 2:26          |
| 5.            | Travelling      | 1:09          |
| 6.            | Abide           | 1:10          |
| 7.            | Alpha Intro     | 2:36          |
| 8.            | Alpha           | 2:33          |
| 9.            | Mask            | 1:10          |
| 10.           | Sheku           | 3:58          |
| 11.           | Causeway        | 5:08          |
| 12.           | Mania           | 6:16          |
| 13.           | Rise            | 2:05          |
| 14.           | Slow Low II     | 2:44          |
| 15.           | Calling Card    | 1:19          |
| 16.           | Alpha Tunnel I  | 0:43          |
| 17.           | Alpha Tunnel II | 0:44          |
| 18.           | Happy Eater     | 4:44          |
| 19.           | Baby Born       | 1:47          |
| 20.           | Alpha Baby      | 2:52          |
| 21.           | Hum             | 2:36          |
| 22.           | Hush            | 1:10          |
| 23.           | Remember        | 5:29          |
| 24.           | Pals            | 4:03          |
| 总时长：      | 总时长：        | 1:13:00       |

## 发行
《28年毁灭倒数》于2025年6月19日在纽卡斯尔安德莱姆的泰恩赛德电影院举行超前点映，导演博伊尔与当地演员威廉姆斯出席活动，同时参与放映会的还有来自诺森伯兰及周边地区参与外景拍摄的众多剧组成员、服务供应商以及临时演员。 该片由索尼影视发行公司于2025年6月20日在英国、美国和加拿大同步上映。
首支预告片于2024年12月10日发布。 该预告片采用了鲁德亚德·吉卜林1903年创作的诗歌《战靴》，由美国演员泰勒·霍姆斯于1915年朗诵的版本。预告片发布后迅速登顶YouTube热门榜首，48小时内观看量突破1000万次。《卫报》影评人斯图尔特·赫里蒂奇特别指出霍姆斯朗诵版《战靴》的运用，并评价道："就目前而言，这堪称2025年最令人期待的电影。而这一切完全归功于它的预告片。" 预告片的病毒式传播成功促使索尼公司决定在2024年12月18日重新发行原版《28天毁灭倒数》数字版，此时距离前发行方迪士尼下架该片已过去两年。

## 反响

### 票房表现
在北美地区，《28年后》与《艾里奥》同期上映，业界预估其首周末在3,444家影院将收获约3000万美元票房，部分预测甚至高达4500万美元。 影片首日票房达1400万美元，其中包含580万美元的周四提前场收入。 影片最终以3000万美元的首周末票房成绩开画, 这一成绩位居次席，不敌持续热映的《驯龙高手》。

### 媒体评价
在影评聚合网站烂番茄上，211篇专业影评中有89%给予好评。网站共识评价写道："《28年后》以感染狂怒病毒般的凶猛紧迫感切入当代社会焦虑，呈现出一场既令人毛骨悚然又直击感官的惊悚之旅，彻底打破了类型片的预期。" 采用加权平均算法的Metacritic网站基于52家媒体评分，给出76分（满分100）的综合评价，属于"普遍好评"范畴。CinemaScore院线观众调查显示，该片平均获评"B"级（评分区间A+至F）；PostTrak调研中则有52%的受访者表示"绝对会推荐"该片。
《每日电讯报》影评人罗比·柯林打出满分5星评价："堪称迪斯-embowell与普雷斯伯格的合体：这部糅合《坎特伯雷故事》与《食人族大屠杀》的邪典 hybrid，或许只有博伊尔才能驾驭。这部继2008年《贫民窟的百万富翁》之后，堪称其最杰出的作品。" 《泰晤士报》的埃德·波顿同样给予5星满分："这种致幻剂般的黏腻感或许不合所有人口味，但[加兰]与博伊尔值得掌声——他们敢于挥出如此大胆的弧线球，更以非凡才情与自信完美收杆。这堪称惊世骇俗的杰作。" 《滚石》杂志的大卫·菲尔写道："这一切究竟会凝聚成令人满意的整体，还是沦为乏善可陈的续貂之作，尚难定论。但单就这部作品而言，博伊尔与加兰重返这片地狱景观的旅程，已然将用布满血丝的黄疸之眼审视当下时代的价值发挥到极致。"
《独立报》的克拉丽斯·洛克里打出3星评价（满分5星），称其为"后英国脱欧时代、带着新冠疫情意识的世界观重构，将民族主义、孤立主义和武器化文化等议题熔于一炉——但整体仍保持着凌厉直白的叙事风格"。
《华尔街日报》影评人凯尔·史密斯提出尖锐批评："博伊尔先生固然缔造过诸多经典，但也贡献过不少烂片。不幸的是，这部新作散发着僵尸腋窝般的腐臭气息。" 《底特律新闻》的亚当·格雷厄姆给出D级差评："这部作品将恐怖片的狰狞与人类忧郁症搅拌成不匀质的混合物，既找不到平衡支点也缺乏统一基调，类型切换造成的叙事鞭甩效应足以让观众眩晕。"
烂番茄网站将该片列入"番茄计评分TOP100丧尸电影榜单"。

## 续集
2024年4月，有消息称尼娅·达科斯塔正就执导本片续集进行谈判，该续集作为计划中三部曲的第二部，仍由博伊尔、加兰、麦克唐纳、赖斯与伯尼·贝柳担任制片人。 2024年6月，版权备案文件显示续集片名疑似定为《28年毁灭倒数：白骨神殿》。
2024年8月18日，在爱丁堡国际电影节的座谈会上，麦克唐纳确认达科斯塔将执导续集，并透露次日即将启动主体拍摄。谈及系列第三部时他表示"我们希望完成三部曲架构"、"正在规划第三部《28年毁灭倒数》电影"。

## 备注
1. ↑  As depicted in 28 Days Later (2002)
2. ↑  As depicted in 28 Weeks Later (2007)
3. ↑  Film rights to Weeks remain at 20th Century Studios.